# Torre di Orezia
La torre di Orezia è una torre difensiva medioevale, posta in località Castello a Dervio.

## Storia e descrizione
Già esistente nel 1341, si tratta di un edificio a pianta quadrata, posto in posizione elevata rispetto alla piana di Dervio. Fu realizzato a difesa della strada che sale in Valvarrone.
La torre era parte integrante del cosiddetto Castrum de Orethia, complesso fortificato che nel Liber notitiae Sanctorum Mediolani viene indicato come castrum goleza. Già dotata di fossato, la fortificazione comprendeva alcune abitazioni e una piazza da cui partiva la già citata strada.
Allo stesso complesso, che nel corso del tempo fu noto anche come Olethio, sarebbero appartenute anche alcune opere murarie di difesa, di cui rimangono alcune tracce non lontano della torre; alcuni di questi resti presentano aperture ad arco tondo, mentre altri sono caratterizzati dalla presenza di piccole pietre disposte secondo fasce orizzontali.
Durante le lotte tra il Ducato di Milano e la Repubblica di Venezia, il complesso venne probabilmente potenziato.
Nel 2016 è stato completato il restauro della torre insieme alla vicina chiesa di San Leonardo.